# José María Figueroa Oreamuno
José María Figueroa Oreamuno (Alajuela, 17 de diciembre de 1820 - Cartago, 18 de agosto de 1900) fue un escritor, cartógrafo, explorador, comerciante, genealogista, poeta, caricaturista, etnógrafo y dibujante costarricense. Su más valiosa obra, el álbum de Figueroa, es uno de los documentos más célebres e importantes de la historia de Costa Rica, dado que el libro, compuesto por una serie de dibujos, mapas, árboles genealógicos, fotografías, caricaturas, manuscritos y cuadros estadísticos de población, incluye una gran cantidad de valiosa y variada información sobre la Costa Rica del siglo xix.

## Biografía
Aunque nacido en Alajuela, perteneció a una distinguida familia cartaginesa. Su madre fue Ramona Estéfana Oreamuno Jiménez y su padre Antonio Figueroa Oreamuno, quien fuera comerciante de Tenerife, España emigrado a Costa Rica en 1806, y quien se desempeñara como Jefe Político de la ciudad de Cartago durante el gobierno de Braulio Carrillo Colina.
Hombre de muchos quehaceres, su vida fue azarosa. De personalidad crítica y hasta irreverente, lo que le granjeó enemigos en la conservadora Cartago del siglo xix, fue catalogado de persona ociosa y amiga de fiestas e interesada en el arte. En 1843, se vio envuelto en una polémica por unos dibujos de unas damas de Cartago, los cuales fueron acusados de ser pornográficos. Entre 1855 y 1864, vivió exiliado en Nicaragua, país del que viajó por algunos periodos a El Salvador y Panamá. En El Salvador, conoció y fue amigo de Francisco Morazán, aunque por algún malentendido fue condenado a muerte, pena de la que logró escapar.
Pasada la juventud, ya en la madurez, se dedicó a los trabajos agrícolas y mineros, así como a la denuncia de tierras y minas. El 17 de junio de 1885, durante el gobierno de Bernardo Soto Alfaro, fue nombrado colonizador de Guatuso. En 1890, fue parte de la Comisión del levantamiento del mapa de Costa Rica, empresa en la que trabajó junto al suizo Henri Pittier.
Aunque nunca se casó, dejó su herencia a una hija natural, Herminia Figueroa Arlegui.

## Fallecimiento
Falleció en Cartago, el 18 de agosto de 1900 producto de una afección cardíaca.

## Obra
Su obra más conocida e importante es el Álbum de Figueroa, una colección de recortes y dibujos donde su autor incluyó gran cantidad de información valiosa sobre la Costa Rica del siglo xix. El álbum está compuesto por 191 folios de diversos tamaños en el cual se pueden encontrar manuscritos, dibujos, mapas, árboles genealógicos, fotografías, cuadros estadísticos de población y caricaturas que abordan los más diversos temas: la historia de los pueblos autóctonos de Costa Rica, el arribo de los europeos, la Conquista española y la Colonia, los primeros años de vida independiente de la nación, narraciones y descripciones sobre la vida cotidiana y política, diarios de viajes, anotaciones sobre sismología, geografía, historia y antropología de Costa Rica. El Álbum contiene una Carta Geográfica de Costa Rica.
Aunque no existe fecha probable del inicio de la colección de Figueroa, se estima que éste inició hacia 1864, cuando regresó del exilio, y que la continuó hasta el día de su muerte en 1900. Durante la administración de Rafael Yglesias Castro, la obra fue adquirida por el gobierno, y en 1903 fue entregada al Archivo Nacional de Costa Rica para su custodia. Años más tarde, se trasladó a la Biblioteca Nacional, para luego retornar a manos del Archivo en 1995, que se abocó a restaurarla y luego exhibirla en 2011. En 2009, el Álbum de Figueroa fue inscrito en el registro de Memoria del Mundo de la Unesco.
En poder del Archivo Nacional también se encuentran otros cuatro cuadernos del autor, conocidos como Los Cuadernos de Figueroa, que no forman parte del Álbum. Estos fueron descubiertos en 2007 en la biblioteca personal del presidente Rafael Yglesias. Se presume que su autor trabajó en ellos entre 1870 y 1890. En función de su contenido, los cuadernos han sido titulados de la siguiente manera:
- El Cuaderno Verde, que contiene poemas, canciones y versos satíricos sobre los hechos políticos del país, como el golpe de Estado de Tomás Guardia Gutiérrez en 1870, el diferendo fronterizo con Colombia, y la oposición a los políticos liberales y masones. En este cuaderno, Figueroa ironiza y caricaturiza a Tomás Guardia. Además, contiene una historia ficticia sobre las aventuras de un personaje en la costa atlántica de Costa Rica.

- El Cuaderno Rojo contiene dibujos, textos, poemas y frases satíricas dirigidas a gobernantes, ministros, diputados y personalidades políticas. En este cuaderno, Figueroa se burla de la adulación política, de los políticos liberales y de la doble moral de la época. Además, se describe el Cartago de la infancia del autor.

- El Cuaderno de los Animales contiene bocetos sobre animales, además de textos que describen materiales de construcción, adornos y molduras para decoración.

- El Cuaderno del Abecedario contiene bocetos y ejercicios de dibujos de figuras humanas y animales, escudos de países de América y dibujos de letras hechas con figuras humanas.

Un quinto cuaderno, el Libro Violeta, desapareció durante el proceso de traslado de los cuadernos al Archivo Nacional.

## Libros sobre Figueroa y su obra
- Arroyo, Jorge (2006). Figueroa, notario de la patria inédita. EUNED. ISBN 978-9968-31-490-9. Consultado el 31 de mayo de 2025.

- El álbum de Figueroa: un viaje por las páginas del tiempo, de Jorge Arroyo y la Dirección General del Archivo Nacional de Costa Rica.

- El álbum de Figueroa. El interés de un hombre por plasmar en un documento archivístico la evolución histórico-social costarricense, de Esteban Cabezas Bolaños y Jorge Emilio Jiménez Espinoza.